# Estación de Ciudad Guzmán
Ciudad Guzmán fue una estación de trenes que se encuentra en Ciudad Guzmán, Jalisco.

## Historia
Construido por el General Porfirio Díaz en el año 1908, la estación se edificó sobre la línea de Guadalajara-Tuxpan perteneciente al antiguo Ferrocarril Central Mexicano. Fue construida mediante la concesión número 17 del 27 de febrero de 1878. El 12 de abril de 1883 se fundieron en uno solo los diferentes contratos que había adquirido la Compañía, quedando sujetos a las estipulaciones de la ley del 8 de septiembre de 1880. En 17 de diciembre de 1892 se ampliaron los plazos para la presentación de la línea del pacífico y para la construcción de la misma línea..